# Couloir des tornades sudaméricaines
Le couloir des tornades sudaméricaines (en espagnol « Pasillo de los Tornados de Sudamerica » et en portuguais « Corredor dos Tornados da América do Sul ») est une zone dans le sud-est en Amérique du Sud caractérisée par la grande fréquente d'orages violents causant des tornades, de la grêle et des micro-rafales. Les conditions climatologiques de la région (la confluence de l'air chaud et humide remontant de l'Amazone et l'océan Atlantique, l'air froid de la Patagonie et l'Antarctique, et l'air sec descendant de la Cordillère des Andes) créent un environnement propice pour le développement de forte convection atmosphérique. Même si la région possède bien les conditions propices à la formation de tornades, la zone n'est pas aussi bien définie que la Tornado Alley aux États-Unis.

## Description

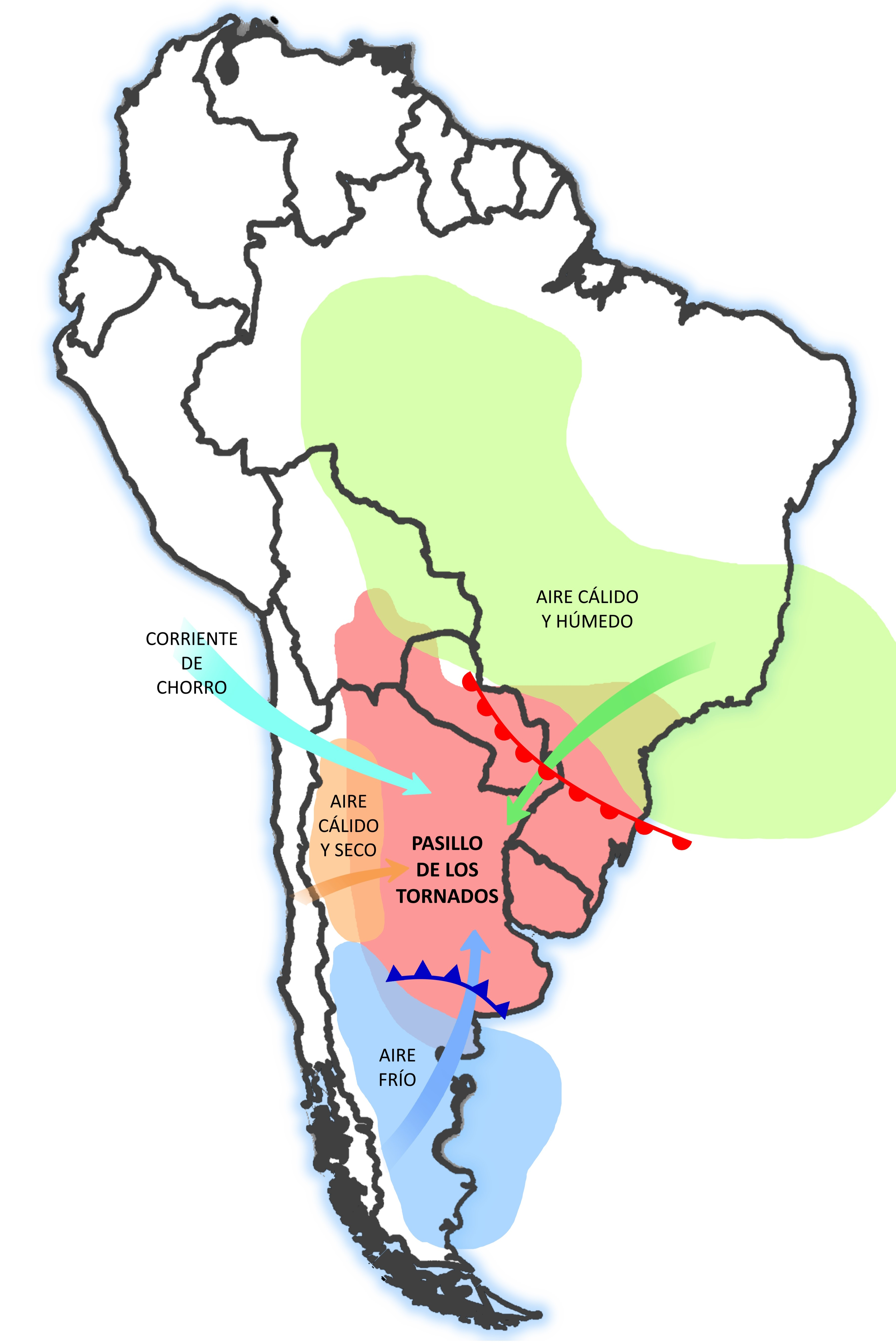
Diagramme explicatif des systèmes météorologiques qui contribuent à une grande fréquence de tornades dans le dénommé Couloir des Tornades (en rouge).

Dans le sud-est de l'Amérique du Sud (surtout en Argentine, au Brésil, en Uruguay et au Paraguay) les signalements d'orages violents, et de tornades associées, sont fréquents. Cependant, la tenue de registres n'est pas exhaustif et peu d'études systématiques par des services météorologiques locaux ont été faites. Ceci rend la délimitation précise des zones affectées, ainsi que de la fréquence et intensité réelles de ces phénomènes.
Les registres historiques suggèrent que les zones les plus propices se concentrent sur le centre de l'Argentine et le sud du Brésil. Cependant, cette estimation est biaisée par la densité de population des dites régions. La couverture limitée des radars météorologiques et la faible densité de population dans plusieurs régions gênent aussi le signalement des événements violents.
Des études au niveau mondial ont permis de mieux cerner la région tornadique. En particulier, une étude de 2006 intitulée « Where are the Most Intense Thunderstorms on Earth? » de E. J. Zipser, Daniel J. Cecil, Chuntao Liu, Stephen W. Nesbitt et David P. Yorty, a démontré qu'à l'est de la Cordillère des Andes en Argentine se concentrent une des plus intenses zone orageuse de la planète grâce aux données du satellite Tropical Rainfall Measuring Mission (TRMM). Dans cette zone, il y a confluence de courants atmosphériques très divers : les vents froids venant de la Patagonie et de l'Antarctique, l'air chaud et humide originaire du Brésil, du Paraguay et du nord argentin, ainsi que l'air sec descendant la cordillère des Andes. L'interaction de ces masses d'air génère une instabilité de la masse d'air qui favorise le développement d'orages violents de la même façon que dans la Tornado Alley nord-américaine.

## Climatologie

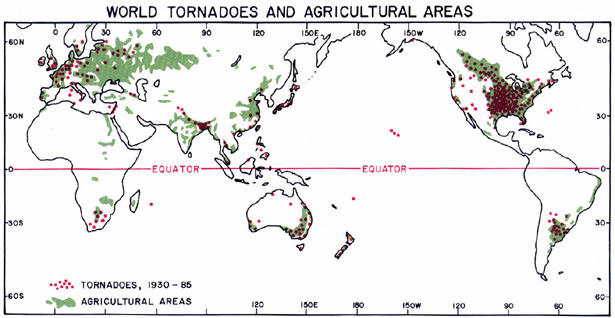
Distribution mondiale des tornades (points rouges) et des zones agricoles (vert) (Source: NOAA)

La climatologie des tornades montre qu'elles se produisent entre les mois d'octobre et avril. Le sud du Brésil, le nord-est argentin et le sud du Paraguay montrent un pic entre la fin de l'hiver et le printemps ainsi qu'à l'automne et au début de l'hiver. Plus au sud, le pic est en décembre et janvier. Dans le nord du corridor, les orages violents se forment à la fin d'août, et étant donné que c'est une zone une plus humide et chaude, ils peuvent se produire à n'importe quel période dans l'année. La distribution et la fréquence des tornades en Amérique du Sud se base sur des réanalyses et des simulations météorologiques.
Selon les études, le couloir tornadique serait le second en importance au monde après les États-Unis. Les analyses climatiques et météorologiques, ont identifié une possible « zone rouge » de tornades dans la région :
- Argentine : les provinces de Buenos Aires, Santa Fe, Córdoba, San Luis, Entre Ríos, Santiago del Estero, Chaco, Formosa, Corrientes, Missions, nord de La Pampa et de Río Negro, Mendoza, San Juan, La Rioja, Catamarca, Tucuman, Saute et Jujuy, ainsi que Buenos Aires ;
- Bolivie : département de Santa Cruz ;
- Brésil : États de Rio Grande do Sul, Santa Catarina, Parana et São Paulo ;
- Paraguay et Uruguay : tout le pays.

### Records
Les tornades les plus intenses enregistrés ont été :
- la tornade d'Encarnación (Paraguay) le 20 septembre 1926. De force F4 ou F5 dans l'échelle de Fujita, elle a tué 300 personnes, soit la plus meurtrière des annales en Amérique du Sud[6] ;
- la tornade de San Justo (province de Santa Fe, Argentine), le 10 janvier 1973, la tornade la plus intense enregistré dans l'hémisphère Sud (F5). Elle a causé la mort de 63 personnes[7].

## Corridor de grêle
À l'est des Andes en Argentine, entre la cordillère et les Sierras de Córdoba, se retrouve une région connue par générer quelques uns des orages de grêle les plus intenses du monde, et le plus intense de l'hémisphère sud. Ce secteur, que coïncide en partie avec l'appelé corridor de grêle de Cuyo et Córdoba. On y a rapporté des grêlons de diamètre surpassant les 15 centimètres. Les caractéristiques exceptionnelles de cette région pour la formation de grêle extrême s'expliquent par une combinaison unique de facteurs climatiques et géographiques. La cordillère des Andes agit aussi bien comme une barrière qui bloque et redirige les courants d'air, en générant une instabilité atmosphérique. La convergence de masses d'air froid et chaud intensifie l'énergie disponible, et les forts vents ascendants permettent aux gouttes d'eau de passer un long périples dans le nuage, formant des grêlons gigantesques avant de tomber.
Ainsi à Villa Carlos Paz le 8 février 2018, un grêlon de 17,5 cm et une masse de 450 grammes a été signalé, soit le plus gros grêlon signalé en Amérique du Sud. Une analyse postérieure suggère que sa taille maximale aurait pu être de 19 centimètres avant de sa fragmentation partielle. Des études réalisées à partir de l'analyse de divers vidéos saisis par des témoins suggèrent qu'une grêlon pourrait y avoir obtenu atteint 28,2 centimètres de diamètre, surpassant le record mondial. En raison de la destruction dans lors de l'impact au sol, on ne se peut pas constater sa mesure réelle ni sa masse.
Dans les provinces de l'ouest du d'Argentine, les tempêtes de grêle causent des pertes importantes chaque année, spécialement à la production de vin et de fruits. Malgré l'intensité des orages, la région est moins propice à la formation de tornades, en comparaison avec les zones plus à l'est du pays, car l'hélicité qui donne la rotation de la colonne ascendante est relativement faible dans les couches basses de l'atmosphère.